# کولکتیویزاتور
کولکتیویزاتور (به لاتین: Kollektivizator) یک منطقهٔ مسکونی در روسیه است که در شهرستان کیزلیارسکی واقع شده‌است.